# Campus de Kumpula
Le campus de Kumpula (finnois : Kumpulan kampus, suédois : Campus Gumtäkt) est un campus scientifique de l'université d'Helsinki. Le campus est situé à quatre kilomètres du centre d'Helsinki, dans le quartier de Kumpula.
Il accueille environ 6 000 étudiants et 1 000 enseignants et chercheurs.

## Départements
Les départements de l'université d'Helsinki présents sur le campus sont:
- Chimie
- Mathématiques et Statistiques
- Informatique
- Géographie
- Géologie

## Rues et places
Les rues et places du campus de Kumpula portent les noms de naturalistes finlandais célèbres. On y trouve les places Erik Palmén et Artturi Ilmari Virtanen, les rues Väinö Auer, Johan Gadolin, Gustaf Hällström, Pehr Kalm et Ernst Lindelöf.

## Principaux bâtiments du campus
| Bâtiment (adresse)                                                 | Image | Faculté Département        |
| ------------------------------------------------------------------ | ----- | -------------------------- |
| Manoir de Kumpula (Jyrängöntie 2)                                  |       | Musée d'histoire naturelle |
| Laboratoire de l'accélérateur (Pietari Kalmin katu 2)              |       |                            |
| Chemicum (A. I. Virtasen aukio 1)                                  |       |                            |
| Faculté de Chimie                                                  |       |                            |
| Institut pour le contrôle de la Convention sur les armes chimiques |       |                            |
| Physicum (Gustaf Hällströmin katu 2A)                              |       |                            |
| Faculté de physique                                                |       |                            |
| Département de recherche en physique                               |       |                            |
| Département de géosciences et géographie                           |       |                            |
| Bibliothèque du campus de Kumpula                                  |       |                            |
| Bureau de la Faculté de mathématiques et de sciences naturelles    |       |                            |
| Exactum (Gustaf Hällströmin katu 2B)                               |       |                            |
| INAR, Centre des sciences de l'atmosphère                          |       |                            |
| Département de Mathématiques et Statistiques                       |       |                            |
| Département d'informatique                                         |       |                            |
| Département de géosciences et géographie, Institut de sismologie   |       |                            |
| Dynamicum (Erik Palménin aukio 1)                                  |       |                            |
| Institut météorologique                                            |       |                            |
| Système intégré d'observation du carbone                           |       |                            |
| Centre de cybersécurité                                            |       |                            |
| Centre sportif de Kumpula (Väinö Auerin katu 11)                   |       |                            |

## Accès
Le campus de Kumpula est accessible par les bus passant par la rue Kustaa Vaasan tie et les lignes de bus 56 et 506 traversent le campus.
les lignes de tramway 6, 8 et 13 desservent le campus.

## Galerie

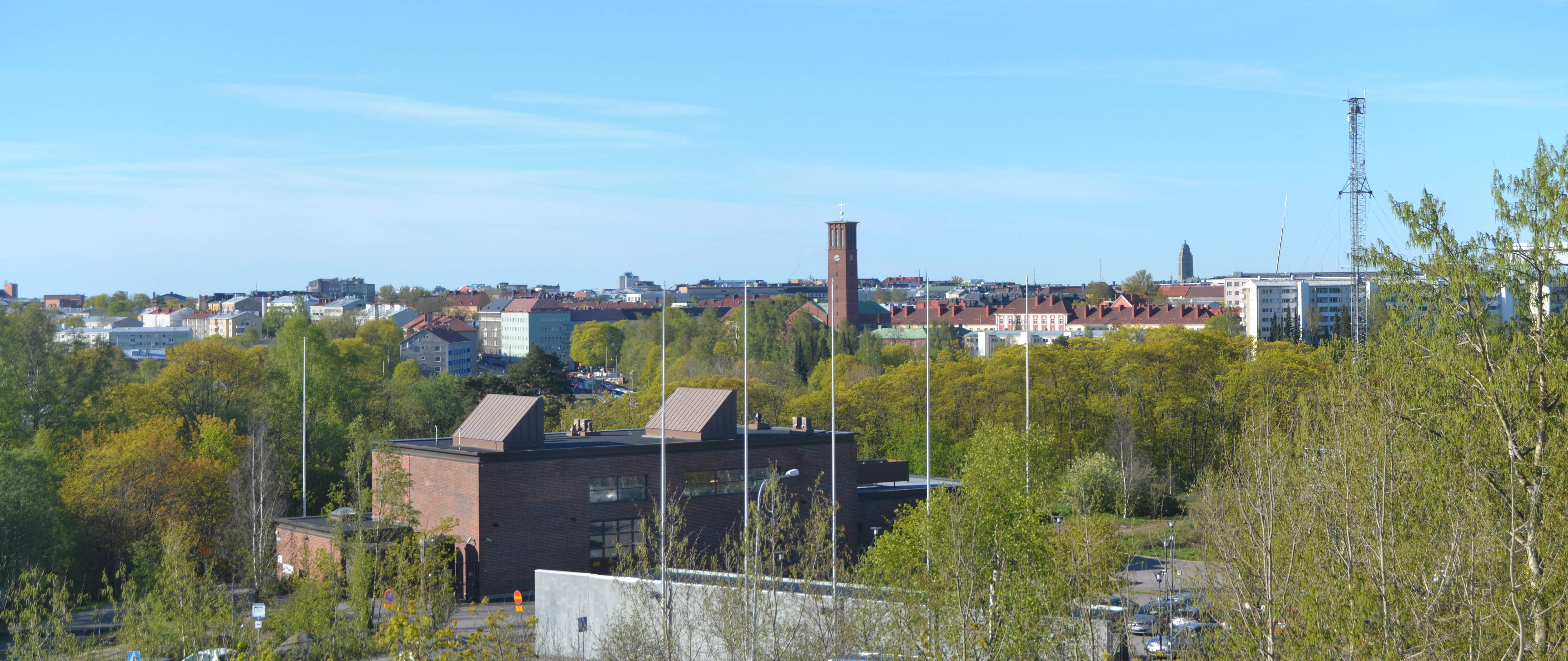
Vue de la terrasse d'Exactum.